# Anna von Münsterberg
Anna († zwischen 1368 und 1370) war eine Herzogin von Schlesien und polnische Herzogin. Sie entstammte dem Adelsgeschlecht der Schlesischen Piasten und heiratete in die Masowischen Piasten ein.

## Leben
Anna war eine Tochter des Herzogs Nikolaus von Münsterberg († 1358) und der Agnes von Lichtenburg († 1370). Sie hatte ihren Ehemann am Hof des Kaisers Karl IV. kennengelernt. Als ihr Ehemann am Hof seiner Schwester Euphemia von Teschen weilte, erfuhr er von ihrer Untreue. Nach der Geburt ihres dritten Sohnes ließ er sie ermorden, was ihn später bis zu seinem Lebensende reute. Das Wintermärchen und Der Sturm von Shakespeare sollen von dem Mord auf der Burg Rawa Mazowiecka inspiriert worden sein.

## Ehe und Familie
Um 1357 heiratete Anna den Herzog von Masowien Siemowit III. Sie war dessen zweite Ehefrau. Aus der Ehe gingen drei Söhne hervor, von denen Stanisław Siemowit und Heinrich namentlich bekannt sind.